# Anosia hypermnestra
Anosia hypermnestra är en fjärilsart som beskrevs av Stoneham 1958. Anosia hypermnestra ingår i släktet Anosia och familjen praktfjärilar. Inga underarter finns listade i Catalogue of Life.